# Slaget vid Møn (1677)
Slaget vid Møn, även känt som  slaget vid Lolland och slaget under Lolland och Falster var ett sjöslag under skånska kriget som utkämpades 31 maj – 1 juni 1677. En mindre svensk eskader från Göteborg ledd av Erik Sjöblad seglade i slutet av maj för att förena sig med den svenska huvudflottan baserad i Stockholm. Avsikten var att nedkämpa den danska flottan innan den skulle få förstärkningar från de allierade Nederländerna. Ofördelaktig väderlek försenade passagen genom Stora Bält och eskadern blev upptäckt. En större dansk flottstyrka under den erfarne amiralen Niels Juel kunde därmed placera sig i den svenska eskaderns väg och tvingade fram en strid. De två flottorna kom inom skotthåll sent på eftermiddagen 31 maj och strider pågick till dagen därpå.
Mer än hälften av den svenska styrkan sänktes eller tillfångatog under och efter slaget medan inga danska fartyg förlorades. Bara tre fartyg, varav ett svårt skadat, förenades med den svenska huvudflottan några dagar senare.

## Bakgrund
Danmark, Nederländerna, Brandenburg och flera tyska stater låg sedan 1675 i krig mot Sverige och dess allierade som ett led i det större fransk-nederländska kriget. De svenska besittningarna i Nordtyskland hade efter förlusten vid slaget vid Fehrbellin mot en brandenburgsk armé varit hårt ansatta och i behov av förstärkning. Försök att undsätta provinserna i södra Östersjön hade misslyckats och den danska flottan hade tilldelat svenskarna ett svidande nederlag vid slaget vid Ölands södra udde i juni 1676. Den svenska flottan hade förlorat tre av sina största skepp, Kronan, Svärdet och Riksäpplet, riksamiralen Lorentz Creutz och den erfarne amiralen Claas Uggla medan den danska flottan klarade sig utan att förlora ett enda örlogsskepp; den danska flottan behöll sjöherraväldet under resten av året. Samtidigt som Danmark kunde förhindra Sverige från att undsätta sina tyska besittningar kunde man också föra över en stor armé till Skåne för att föra kriget på svensk mark. Den svenska ledningen under Karl XI lyckades ta sig ur underläget genom att vinna avgörande segrar vid Halmstad 17 augusti och vid Lund 4 december 1676. Den danska armén ledd av Kristian V var tvungna att retirera till Landskrona och den 30 december återtogs Helsingborg av svenskarna. Båda sidor behövde ha kontroll över farlederna i södra Östersjön för att kunna undsätta sina styrkor i Skåne respektive norra Tyskland.

## Upptakt
Henrik Horn utsågs i mars 1677 till överbefälhavare för den svenska flottan och blev därmed den tredje på posten (efter Lorentz Creutz och Gustaf Otto Stenbock) som helt saknade erfarenhet av sjömilitära frågor. Den danska flottan å andra sidan var välförsedd med kapabla amiraler, något som redan från början satte den svenska flottan i ett underläge. Horn var underrättad om att förstärkningar var på väg från Nederländerna med Tromp och 21 april order från kungen att så snabbt som möjligt ge sig ut och förena sig med en mindre eskader under Erik Sjöblad som låg ankrad i Göteborg. Huvudflottan kom inte till sjöss förrän i början av juni, men ändå gav sig Sjöblad ut redan 20 maj med avsikte att förena sig med Horn. Sjöblad försökte segla genom Stora Bält men råkade den 23 ut för stiltje som tvingade honom att ligga still i nästan en vecka och kunde först den 29 segla förbi Langeland. Den danske amiralen Niels Juel som deltagit vid slagen mellan Bornholm och Rügen och Ölands södra udde låg redan ute med 13 större skepp, ett jakt och två brännare och fick rapporten om Sjöblads position 28 maj och två dagar senare siktade de två flottorna varandra.
Den danska styrkan var överlägsen i såväl antal som kvaliteten i utrustning. Mot den svenska styrkan på nio skepp och tre mindre fartyg stod 13 varav åtta hade 50 eller fler kanoner. Till skillnad från den svenska styrkan bestod den danska dessutom också av specialbyggda örlogsfartyg medan de flesta svenska fartygen var beväpnade handelsfartyg, så kallade kofferdiskepp. Totalt hade den svenska styrkan strax under 400 kanoner medan den danska hade nästan 700. Enligt den svenske marinhistorikern Axel Zettersten hade de svenska fartygen inget tyngre artilleri än 12-pundare.

## Förlopp
Juel hade tagit upp position mellan den svenska eskadern och utloppet mellan det tyska fastlandet och Falster. Efter ett krigsråd 30 maj beslutade den svenska styrkan för att försöka segla runt danskarna och satte 31 maj kurs ost-nordost. Vinden avtog under dagen igen och båda sidorna började bogsera sina fartyg. Den svenska styrkan försökte att hålla formation genom att anpassa hastigheten efter det långsammaste fartyget och sent på eftermiddagen kom de första danska fartygen inom skotthåll. Strax innan mörkrets inbrott dolde fartygen från varandra lyckades kapten Drejer på Enigheden att erövra Wrangels Palats, och under natten blåste det upp från sydost, något som gynnade Juel.
På morgonen 1 juni låg danskarna i lovart (med vindriktningen i ryggen) och kunde med sina tyngre kanoner beskjuta den svenska styrkan samtidigt som man kunde hålla sig utanför räckvidd från svenskarnas lättare kanoner. Eftersom sammanhållna manövrar var svåra i den svaga vinden gav Juel order om att var och en skulle gå på det närmaste skeppet för att sänka eller erövra dem. Vid klockan fyra hann Juel i Christianus Quintus upp Sjöblads Amarant. Efter två timmars häftig artilleristrid förlorade det svenska flaggskeppet en rå och fick det stora märsseglet sönderskjutet. Per Rosenlund på Andromeda försökte att vända om för att undsätta sin amiral men manskapet vägrade eftersom man "icke ville gå tillbaka och låta sig slagta som får". Sjöblad blev tvungen att ge upp och blev tillfångatagen. Kalmar Kastell anfölls av fyra skepp och gav snart upp. Kaptenen Cornelis Thijssen gav dock innan han gav upp order om att skjuta hål i skrovet, och man var tvungen att sätta skeppet på land vid Falster och kunde bara rädda artilleri och riggen.
Ett efter ett blev de övriga svenska skeppen anfallna; Havsfrun och Ängeln Gabriel blev båda erövrade medan övriga fartyg lyckades ta sig undan. Rosen och fem mindre fartyg försökte ta sig tillbaks till Göteborg genom Öresund. Rosen hissade den engelska flaggan och slapp igenom det danska försvaret medan två blev tagna. Bara Andromeda, ett illa tilltygat Gustavus och en brännare lyckades ta sig ut i Östersjön för att 3 juni förena sig med den svenska huvudflottan söder om Öland.

## Efterspel
De erövrade svenska fartygen och fångarna fördes till Köpenhamn och Sjöblad utväxlades redan 15 augusti och återfick befälet för Göteborgs försvar. De danska förlusterna begränsade sig mest till skador på viss av fartygen — Churprinsen fick sin stormast knäckt — medan manskapsförlusterna var mycket låga. På Juels flaggskepp uppgavs till exempel bara en död och två skadade. Juel var dock inte nöjd med hur hans underordnade hade uppfört sig under slaget och drog flera av dem inför krigsrätt. Fem av kaptenerna stod fick stå till svars för att ha brutit mot order eller visat på bristande disciplin. En blev helt frikänd, medan de övriga blev dömda för disciplinbrott och straffades med indragen lön eller skadestånd.
Den danska segern sköt i sank för det svenska försöket att slå ihop sina styrkor. Niels Juel undgick inte bara att behöva slåss mot en sammanslagen och betydligt större styrka utan lyckades dessutom ge den egna flottan ett välbehövligt tillskott. De svenska förlusterna i manskap uppgick till över 1500 döda, skadade och tillfångatagna. Förlusten försvagade den svenska flottan och stärkte i motsvarande mån den danska. Exakt en månad senare möttes huvudflottorna vid slaget vid Köge bukt, ett slag som skulle betraktas som Danmarks största seger till sjöss och skulle göra Niels Juel till en hyllad hjälte inom den danska flottan.

## Styrkor
Siffrorna i parentes anger antalet kanoner för varje fartyg. "Kofferdiskepp" var en typ av handelsfartyg som var byggda så att de även kunde användas i krig och var därför inte specialbyggda krigsfartyg. En brännare var ett ombyggt fartyg som användes för att sätta eld på fiendefartyg.
| danska styrkan amiralsskepp: Christianus V (85), Niels Juel - Churprindsen (74) - Enighed (62) - Gyldenløve (56) - Nellebladet (52) - Christianus IV (54) - Christiania (54) - Lindormen (50) - Neptunus (42) - Christiansand (40) - Hommeren (37) - Havmannen (34) - Havfruen (30) | svenska styrkan flaggskepp: Amarant (52), Erik Sjöblad - Andromeda (52) - Wrangels Palats (38) - Kalmar Kastell (72), kofferdiskepp - Ängeln Gabriel (44), kofferdiskepp - Havsfrun (44), kofferdiskepp - Rosen (44), kofferdiskepp - Gustavus (48), kofferdiskepp - (Lilla) Gripen (8-12), bojort - Diana, Venus (jakter) - S:t David och två fartyg med okända namn (brännare) |